# Crkva sv. Nikole u Bijelom Brdu
Crkva svetog Nikole u Bijelom Brdu u Hrvatskoj je pravoslavna crkva, u sastavu Osječkopoljske i baranjske eparhije Srpske pravoslavne crkve, a koja je posvećena blagdanu prijenosu moćiju svetog Nikole.
Početak izgradnje crkve je započet 1764. godine, a dovršena je 1809. godine. Crkva je obnovljena 1996. godine. Parohijski dom datira iz 2004. godine.
Seoska slava i slava crkve je prijenos moćiju svetog Nikole, koji Srpska pravoslavna crkva slavi 22. svibnja.